# Creu de Frederic d'Anhalt
La Creu de Frederic (en alemany: Friedrich Kreuz o Friedrich-Kreuz) va ser instituïda el 1914 pelduc d'Anhalt, Frederic II d'Anhalt, com a condecoració no diferent de la Creu de Ferro pel mèrit en temps de guerra.

## Tipus
Hi ha tres versions de la condecoració: 
- Una creu de bronze sobre una cinta verda amb vores vermelles per als combatents.
- Una creu de bronze sobre una cinta verda amb vores blanques per als no combatents.
- Una creu com a fermall (en alemany un "steckkreuz") que es portava sense cinta.[1]

## Disseny
Aquesta creu patent portava una corona a la part superior del braç i la data "1914" a la part inferior del braç. Al medalló central hi ha el monograma del duc, dues "F" entrellaçades. El revers és pla però el medalló central porta el text "Für Verdienst" (Per al mèrit)
El 1918 va caure la monarquia d'Anhalt i es va suprimir la condecoració.
Guillem II d'Alemanya i el mariscal Paul von Hindenburg portaven aquesta creu.

## Receptors
- Oswald Boelcke
- Felix Graf von Bothmer
- Franz Breithaupt
- Leopold Bürkner
- Gerhard Conrad
- Karl Dönitz
- Frederic II d'Anhalt
- Paul Hausser
- Paul von Hindenburg
- Hans-Valentin Hube
- Oswald Lutz
- Friedrich von Rabenau
- Robert, príncep hereu de Baviera
- Guillem II d'Alemanya